# Ancystropus
Ancystropus es un género ácaros perteneciente a la familia Spinturnicidae.

## Especies
Ancystropus Kolenati, 1857
- Ancystropus aequatorialis Estrada-Pena, Ballesta & Ibanez, 1992
- Ancystropus notopteris Uchikawa, 1990
- Ancystropus zeleborii Kolenati, 1857